# Leo Áquilla
Leonora Mendes de Lima  (Teófilo Otoni, 6 de setembro de 1970), mais conhecida como Léo Áquilla, é uma personalidade de televisão, youtuber, cantora e política brasileira, filiada ao Movimento Democrático Brasileiro (MDB). Na televisão, ficou conhecida principalmente por sua participação em programas como Noite Afora, A Fazenda 5 e A Tarde É Sua. Foi ainda candidata a deputada estadual em três eleições (2006, 2010 e 2014), não tendo obtido o número suficiente de votos para ser eleita. Em 2020, Áquilla deixou a televisão, para ser coordenadora de gabinete do vereador Thammy Miranda.

## Biografia
Nascida Jadson Mendes de Lima, Léo nasceu em uma família humilde na cidade mineira de Teófilo Otoni, mas a família mudou-se para São Paulo ainda em sua infância, em busca de uma vida melhor.

### Vida pessoal

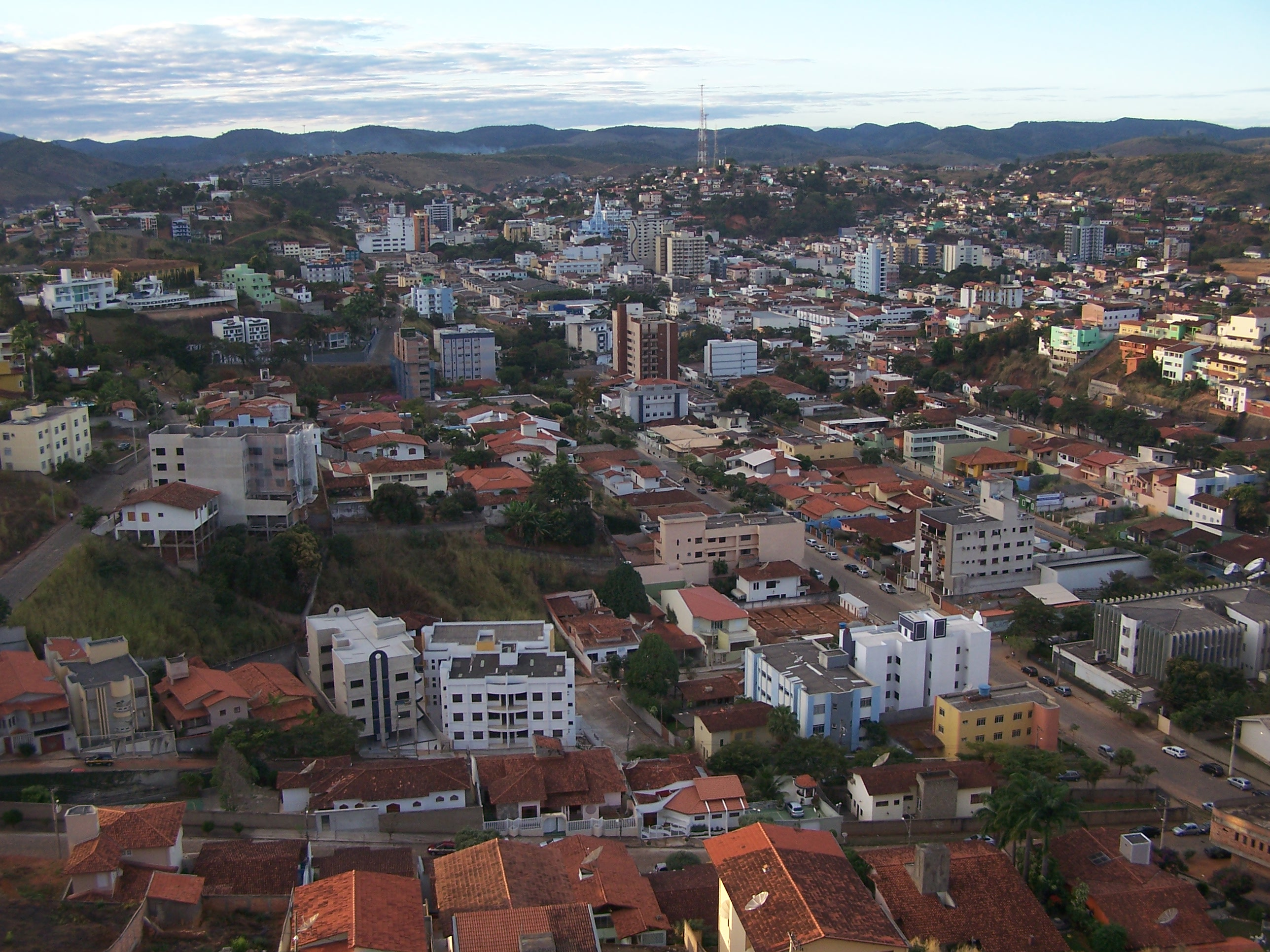
Teófilo Otoni, terra natal da artista e da família.

Seus pais chamam-se Joel Pedreira de Lima e Maria Helena Mendes de Lima. Léo Áquilla assumiu-se homossexual no final da adolescência, enfrentando muito preconceito, mas ainda não se sentia completamente feliz e não sabia o porquê. Nesta época começou a montar-se como drag queen, para alcançar sua independência financeira e sair de casa. Começou a ganhar dinheiro dançando e cantando em boates paulistanas. Um dia conversou com sua melhor amiga de infância, e revelou a ela que desejava muito ser pai, e após pensar bastante, ela concordou em dar um filho a ele, pois também desejava ser mãe. Em sua única relação com uma mulher, gerou seu filho, a quem registrou como Vitor Áquila Nascimento de Lima, nascido em 1996. No mesmo ano, adotou o bebê recém nascido de sua amiga, que não tinha condições de criá-lo. O menino foi batizado como Wagner Lima Silva.
Ao longo de sua vida passou a se identificar com o gênero feminino de forma mais forte, e começou a utilizar acessórios femininos durante todo o dia e à noite, não só mais em suas performances drags. Aos 28 anos, em 1998, formou-se em jornalismo, e através de sua extensa pesquisa realizada em sua monografia, que discutia sobre a transexualidade nos meios de comunicação, começou a se perceber como uma mulher transexual, e após frequentar sessões de psicoterapia para se conhecer mais e ter certeza sobre sua real identidade, assumiu-se como transexual, mas não quis fazer a cirurgia de redesignação sexual, pois nunca possuiu disforia gênero, e aceitava bem seu corpo. Um outro motivo que a impediu de fazer está cirurgia tão invasiva refere-se ao fato de possuir um sopro cardíaco desde a infância, o que tornaria a cirurgia muito arriscada de ser realizada. Nesta época colocou silicone, mas ainda não tinha condições financeiras para iniciar um tratamento hormonal, e nem fazer cirurgias plásticas. No mesmo ano entrou na justiça para modificar seu nome, e ter reconhecido seu gênero como feminino. Após um processo de dez anos, obteve vitória em 2008, e, posteriormente, retificou todas as suas documentações e sua certidão de nascimento, tornando-se oficialmente uma mulher trans.
Em 2010, realizou uma cirurgia de feminização em que remodelou sua face, transformando suas caraterísticas mais proeminentes, como testa, nariz e queixo, as deixando harmonicamente mais femininas. Além destes procedimentos estéticos, realizou algumas cirurgias plásticas, como rinoplastia, lipoaspiração, ritidectomia e abdominoplastia.
Em 2012, concluiu sua pós graduação em jornalismo político, e admitiu em entrevista ao TV Fama que já havia iniciado sua terapia hormonal, e feito mais de dez sessões de tratamento para sua completa transição de gênero. A última, um transplante capilar, naquele mesmo ano. Durante o reality show "A Fazenda 5", admitiu que teve uma infância traumática, devido aos maus-tratos que sofria por parte de alguns familiares, e o bullying que sofreu na escola, por ser um menino muito delicado para os padrões machistas da época.
Em 2014, iniciou um namoro com o professor de artes marciais Chico Campadello. No ano seguinte, ficaram noivos, e em 2016 foram morar juntos. Nesse mesmo ano seu noivo ficou em coma por um mês, após complicações em uma cirurgia de lipoaspiração. Após Chico se recuperar, em junho o casal oficializou a união, e a comemorou em uma cerimônia religiosa, em uma igreja inclusiva. Em entrevistas revelou que o casal sofria preconceitos, porque seu marido, que é separado e tem uma filha, se afirma como um homem heterosexual, e não homossexual. Léo sempre o defendia, informando que ela é uma mulher, e ele se apaixonou por sua alma, e sua figura feminina.No dia 1 de novembro de 2022, Áquilla anunciou sua separação de Chico após 8 anos juntos, segunda ela, o motivo do término foi traições por parte do ex-marido.
Na noite do dia 26 de setembro de 2024, Léo Áquilla, que foi a candidata a vereadora em São Paulo, sofreu um ataque a tiros cometido por um motociclista armado na Zona Norte da capital do estado de São Paulo. Léo, que é uma mulher trans, disse que o atentado pode ser uma resposta criminosa à defesa de pautas LGBTQIA+. A candidata disse por meio de nota e em entrevista à TV Globo que já sofreu outras ameaças antes.

#### Formação acadêmica
Léo possui graduação em Jornalismo pela Universidade Anhembi Morumbi e uma pós-graduação em Jornalismo Político pela PUC-SP.

## Carreira

### Como artista, na TV e no rádio
Como artista, Léo tornou-se inicialmente conhecida por suas performances em boates LGBTs e por suas aparições polêmicas na televisão. Iniciou se apresentando como Robô Léo no programa Mara Maravilha Show, na Rede Record, tendo sido muito ajudada por Mara. Já lançou várias músicas, atualmente disponíveis em videoclipes em seu canal no YouTube.

### Como jornalista
Como jornalista, trilhou carreira como repórter de vários programas, dentre os quais Noite Afora apresentado por Monique Evans, e Bom Dia Mulher capitaneado por Olga Bongiovanni (ambos da RedeTV!). Em 2012 foi repórter no Balanço Geral da Rede Record. Em 2012, fez parte do elenco da quinta edição do reality show A Fazenda, da Rede Record, e conquistou o terceiro lugar da competição, além de um carro zero quilômetro.

### Política institucional
Nas eleições de 2006, concorreu à Assembleia Legislativa pelo PR, mas não conseguiu se eleger. Obteve, contudo, um número expressivo de votos: 21 778.
Nas eleições de 2010, obteve 14.382 votos pelo PTB para o mesmo cargo, número que também não lhe possibilitou ingressar na vida pública eletiva.
Nas eleições de 2014, obteve 29.695 votos pelo PSL para a Câmara dos Deputados por São Paulo, porém não conseguiu a entrada na política mais uma vez.
Nas eleições de 2016, disputou a eleição para vereadora paulistana pelo PTN e obteve 5.146 votos, novamente não se elegendo.
Nas eleições de 2022, se candidatou a deputada federal pelo MDB e obteve 16.678 votos, não conseguindo se eleger.

## Desempenho eleitoral
| Ano  | Eleição                | Partido | Cargo             | Votos  | %     | Resultado  | Ref    |
| ---- | ---------------------- | ------- | ----------------- | ------ | ----- | ---------- | ------ |
| 2006 | Estaduais em São Paulo | PSC     | Deputada estadual | 21.778 | 0,11  | Não eleita | [ 17 ] |
| 2008 | Municipal de São Paulo | PR      | Vereadora         | n/d    | n/d   | Suplente   | [ 18 ] |
| 2010 | Estaduais em São Paulo | PTB     | Deputada estadual | 14.382 | 0,08% | Suplente   | [ 19 ] |
| 2014 | Estaduais em São Paulo | PSL     | Deputada Federal  | 29.695 | 0,14% | Suplente   | [ 20 ] |
| 2016 | Municipal de São Paulo | PTN     | Vereadora         | 5.146  | 0,10% | Suplente   | [ 21 ] |
| 2018 | Estaduais em São Paulo | PHS     | Deputada federal  | 6.591  | 0,03% | Suplente   | [ 22 ] |
| 2022 | Estaduais em São Paulo | MDB     | Deputada federal  | 16.678 | 0,07% | Suplente   | [ 23 ] |
| 2024 | Municipal de São Paulo | MDB     | Vereadora         | 15.958 | 0,28% | Suplente   | [ 24 ] |

## Trabalhos

### Televisão
| Ano     | Programa               | Função                        | Emissora |
| ------- | ---------------------- | ----------------------------- | -------- |
| 1996    | Mara Maravilha Show    | Robô Leo                      | RecordTV |
| 2001–04 | Noite Afora            | Coapresentadora e repórter    | RedeTV!  |
| 2007–09 | Bom Dia Mulher         | Repórter                      | RedeTV!  |
| 2007–09 | TV Fama                | Repórter                      | RedeTV!  |
| 2012    | A Fazenda 5            | Participante (3.º lugar)      | RecordTV |
| 2012    | Balanço Geral SP       | Repórter                      | RecordTV |
| 2014    | Legendários            | Sócia e convidada             | RecordTV |
| 2016–17 | Bastidores do Carnaval | Repórter                      | RedeTV!  |
| 2018–21 | A Tarde É Sua          | Colunista da "Roda da Fofoca" | RedeTV!  |
| 2021    | A Fazenda              | Comentarista                  | RecordTV |

### Cinema
| Ano  | Filme              | Personagem                      | Ref   |
| ---- | ------------------ | ------------------------------- | ----- |
| 2006 | Falsa Loura        | Antero dos Santos Junior (Tetê) | [ 6 ] |
| 2016 | Contrato Vitalício | Travesti                        |       |

### Teatro
| Ano  | Peça                               | Personagem   | Ref   |
| ---- | ---------------------------------- | ------------ | ----- |
| 2008 | Moscas Mortas num Copo de Conhaque | Fuego Eterno | [ 6 ] |

### Rádio
| Ano       | Programa | Função          | Emissora            | Ref    |
| --------- | -------- | --------------- | ------------------- | ------ |
| 2009–2011 | Chupim   | Coapresentadora | Rádio Metropolitana | [ 25 ] |

### Internet
| Ano           | Título      | Cargo         | Plataforma |
| ------------- | ----------- | ------------- | ---------- |
| 2010-presente | Léo Áquilla | Apresentadora | YouTube    |

### Discografia
1. Abracadabra
2. Aqui Pra Você
3. Belíssima
4. Camaleoa
5. Eu Vou Lutar
6. I Love New York
7. I'm Luxurious
8. It's Over, Baby
9. Miga Sua Loka
10. Mundo Cor de Rosa
11. No Passo da Mona
12. Princesinha da Favela
13. Se Joga, Pintosa, Põe Rosa
14. Se toca, Bixona! O Rosa, é Cafona!
15. Shine Tonight
16. The Mask[26]
17. Vaza[27]